# Velan
Pour les articles homonymes, voir Velan.
Velan Inc. est une entreprise canadienne spécialisée dans la robinetterie industrielle. Fondée en 1950 par Karel Velan, elle est établie à Ville Saint-Laurent au Québec. En 2011, elle emploie 1 700 personnes. 

## Description
Cette entreprise fabrique des valves industrielles et nucléaires et elle est le leader mondial de fourniture de robinetterie industrielle, avec un chiffre d'affaires de 300 millions de dollars canadiens. Elle aurait fourni du matériel à environ 1 600 centrales thermiques, 330 centrales nucléaires et 1 100 autres projets industriels. 
Par exemple, en 2008, Velan a vendu 2500 valves au CERN, lesquelles ont été installés dans le Large Hadron Collider.